# ویدینگتون، لانکاشر
ویدینگتون (به انگلیسی: Whittington) یک روستا و محله مدنی در بریتانیا است که در لنکستر واقع شده‌است. ویدینگتون ۳۷۵ نفر جمعیت دارد.